# Rotte nord atlantiche
Le Rotte nord atlantiche o NAT (acronimo dall'inglese North Atlantic Tracks) sono rotte aeree transatlantiche che collegano l'Europa nord-occidentale al Nord America orientale, disegnate giornalmente in base alle condizioni meteorologiche ed alla domanda di traffico commerciale.

## Introduzione

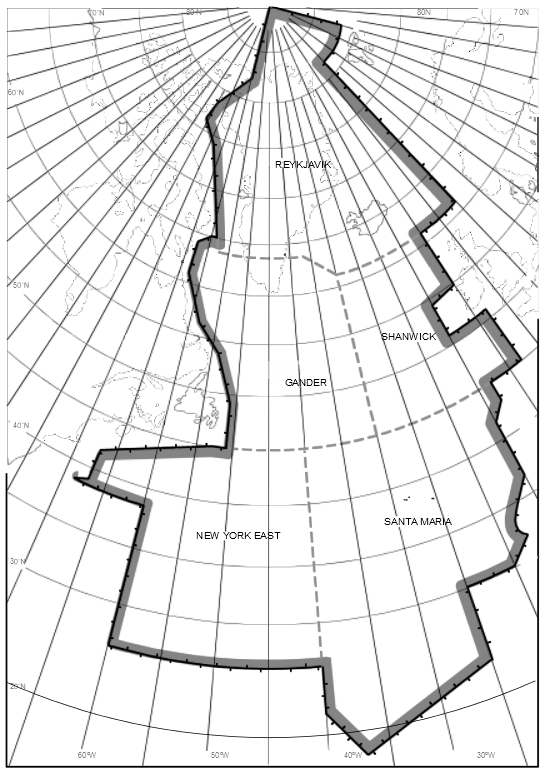
Spazio Aereo NAT

Lo spazio aereo superiore sopra l'Oceano Atlantico settentrionale (North Atlantic High Level Airspace - NAT HLA) è il più congestionato spazio aereo oceanico del mondo. Infatti solo nel 2012 circa 460.000 voli hanno attraversato questa porzione di cielo. Nella maggior parte di questo settore, le comunicazioni terra-bordo-terra tra pilota e controllore di volo e la sorveglianza del Controllo del Traffico Aereo non sono disponibili. La separazione tra gli aeromobili dipende quindi strettamente dall'accuratezza e dalle prestazioni dei sistemi di navigazione verticale ed orizzontale e dall'osservanza delle procedure operative.
La maggioranza dei voli nord-atlantici viene effettuata da aerei a getto commerciali tra le quote di 29.000 e 41.000 piedi (8.800 e 12.500 metri circa). Per assicurare un'adeguata capacità di traffico e per garantire una separazione verticale sicura, nello spazio aereo sono applicate le minime di separazione verticale ridotte (Reduced Vertical Separation Minima o RVSM).

## Organised Track System -OTS-

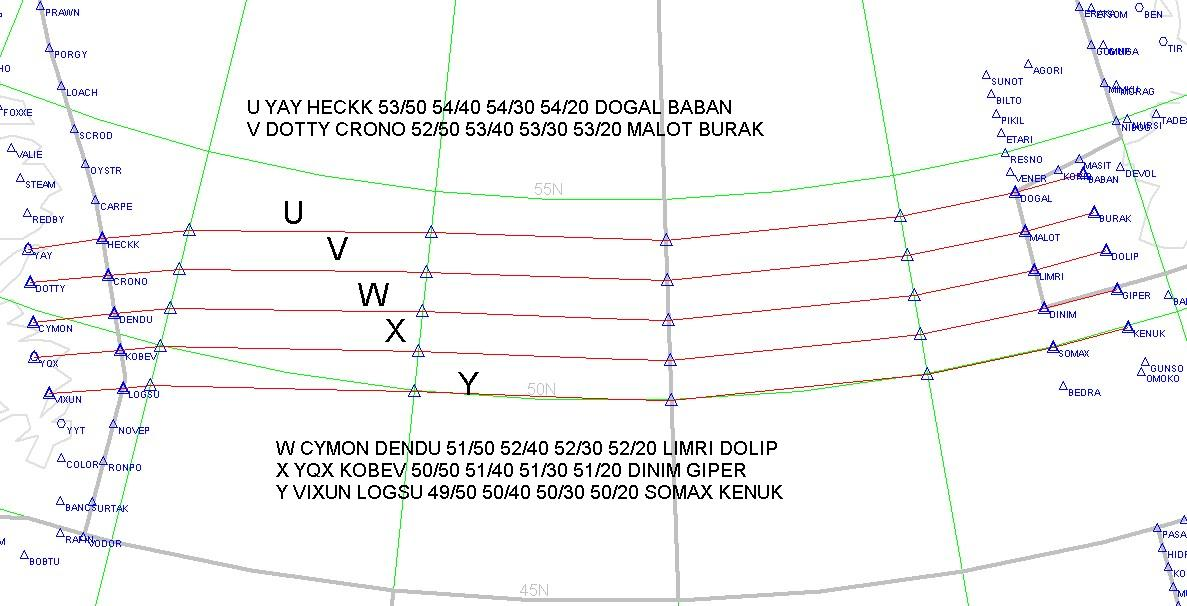
Esempio di OTS orientale

Come risposta ad una domanda di traffico passeggeri crescente, alle differenze di fuso orario e alle restrizioni aeroportuali notturne anti-rumore, il traffico aereo del Nord Atlantico viene distribuito in due flussi alternati principali: un flusso verso occidente, originante la mattina dall'Europa e un flusso verso oriente, originante la sera dal Nord America. L'effetto di questi flussi è concentrare la maggior parte del traffico verso una sola direzione, con picchi verso occidente che attraversano il 30°W tra le 11:30  e le 19:00 UTC  e picchi verso oriente che attraversano il 30°W tra le 01:00 UTC e le 08:00 UTC.
A causa dei limiti dovuti all'ampia separazione orizzontale necessaria ed alla porzione verticale limitata a causa delle prestazioni degli aerei, questo spazio aereo risulta fortemente congestionato nelle ore di picco. Per fornire il miglior servizio al più alto numero di traffico commerciale, viene disegnato un sistema di rotte organizzate per garantire al maggior numero di voli possibile di pianificare le loro rotte di minor tempo o consumo e il loro profilo verticale ottimale. A causa delle condizioni meteo prevalenti nell'Atlantico settentrionale, in particolare della posizione delle correnti a getto, le rotte di minimo tempo occidentali si trovano quasi sempre localizzate alle stesse latitudini, così anche per quelle orientali. Quindi è necessario creare un sistema di rotte organizzate (Organised Track System -OTS-) per ogni flusso. Questa struttura è pubblicata giornalmente. Tuttavia l'utilizzo di questo sistema di rotte non è obbligatorio per attraversare l'Atlantico ed ogni volo commerciale può utilizzare una sua propria rotta, purché rimanga al di fuori dell'OTS, o che lo attraversi a livelli di volo prestabiliti che non interferiscano con quest'ultimo. Questa regione è classificata come spazio aereo di classe A, nel quale sono applicate le Regole del Volo Strumentale (IFR), una separazione laterale minima di un grado di latitudine, equivalente a 60 NM e una separazione verticale di soltanto 1.000 piedi. Il periodo di validità dell'OTS è dalle 01:00 alle 08:00 UTC per le rotte orientali e dalle 11:30 alle 19:00 UTC per quelle occidentali con gli orari riferiti all'attraversamento del meridiano 30°W.

### Costruzione dell'OTS
La costruzione del sistema di rotte organizzato viene effettuata dopo aver stabilito un certo numero di rotte di minimo tempo, valutando le proposte delle compagnie aeree e considerando le possibili restrizioni attive di spazi aerei, zone pericolose o riservate ad attività militari. L'OTS orientale è prodotto dal Centro di Controllo Oceanico di Gander, in Canada, mentre l'OTS occidentale dal Centro di Controllo Oceanico di Shanwick, presso Prestwick, in Scozia. Ognuno incorpora tutte le richieste di rotte all'interno degli spazi aerei coinvolti, ovvero quelli di New York, Reykjavík, Bodø e Santa Maria.

### NAT Track Message
Una volta disegnate le rotte appartenenti all'OTS, viene inviato a tutti i soggetti interessati, attraverso la rete AFTN, un messaggio contenente tutte le informazioni necessarie in maniera dettagliata. Viene inviato un messaggio per ogni flusso. Quello della mattina è solitamente inviato verso le 22:00 UTC, mentre quello serale alle 14:00 UTC.
Ogni rotta, identificata con una lettera dell'alfabeto, dalla lettera A a scendere a partire dalla rotta occidentale più settentrionale e dalla lettera Z a salire a partire dalla rotta orientale più meridionale, viene descritta punto per punto, attraverso punti di riporto aeronautici (waypoints) o coordinate geografiche e vengono inoltre assegnati per ognuna di esse i livelli di volo disponibili. Per evitare errori di comprensione, ogni messaggio è identificato da un numero, detto TMI (acronimo inglese per Track Message Identification), equivalente alla data del calendario giuliano nel quale gli OTS sono effettivi. Per esempio, il messaggio pubblicato il 1 gennaio sarà identificato dalla sigla TMI001, mentre quello dell'ultimo giorno dell'anno TMI365.

## Altre rotte all'interno del NAT HLA
All'interno di questo spazio aereo oceanico esistono anche rotte permanenti, ciascuna costruita per soddisfare particolari esigenze di traffico o per essere pianificate da aeromobili con sistemi di navigazione per il corto raggio. Queste sono:
- Rotte Blue Spruce, stabilite per essere pianificate da quelle tipologie di aeromobili equipaggiati con un solo sistema di navigazione a lungo raggio;
- Rotte tra l'Europa settentrionale e la penisola iberica e le Canarie;
- Rotte tra il Portogallo e le Azzorre e tra le Azzorre e Madeira;
- Rotte tra l'Islanda e le coste orientali della Groenlandia e tra le coste occidentali della Groenlandia e il Canada.

## Rotte adiacenti al NAT HLA
Per facilitare l'inserimento all'interno dell'OTS dei voli commerciali, gli enti di controllo degli spazi aerei confinanti con lo spazio aereo nord-atlantico hanno stabilito ognuno in maniera indipendente un sistema di rotte predefinite.
- Il cosiddetto sistema North American Routes - NAR, costituito da un numero di rotte predeterminate che provvedono ad interfacciare il sistema di rotte dello spazio aereo domestico degli Stati Uniti d'America con quello oceanico e in particolare per ottimizzare il traffico proveniente o destinato ai maggiori aeroporti del Nord America;
- Il Canadian Domestic Track System, formato da tre diversi sistemi di rotte, il Northern Control Area tracks - NCA, il Southern Control Area tracks - SCA e il Northern Organised Track System - NOROTS, provvede a congiungere il traffico nordatlantico con gli aeroporti della parte centrale ed occidentale del continente nordamericano.
- Lo US East Coast Transitions basato su un messaggio [2] di avviso emesso dall'FAA, provvede giornalmente a determinare quali rotte siano meno congestionate per congiungere alcuni aeroporti principali americani della costa orientale con i punti di entrata nell'area nord-atlantica.
- Rotte tra Nord America e Caraibi, note come West Atlantic Route Systems - WATRS forniscono una connessione tra gli Stati Uniti e il Canada con l'isola di Bermuda, le Bahamas ed i Caraibi. Essendo state stabilite separazioni longitudinali ridotte, la pianificazione di queste rotte è autorizzata soltanto ad aeromobili con particolari requisiti di navigazione di precisione (FANS1/A e RNP4 o RNAV10).
- Sono state stabilite inoltre le aree di transizione oceanica di Shannon (SOTA), Settentrionale (NOTA), Brest (BOTA) e Gander (GOTA), dove il controllo attiva particolari procedure per predisporre i voli all'attraversamento oceanico.

## Separazione longitudinale ridotta -PBCS (Performance Based Communication and Surveillance)-
All'interno dell'OTS vengono spesso disegnate rotte con una separazione laterale ridotta a 30 NM, ovvero mezzo grado di latitudine, anziché i 60 NM  richiesti. Per pianificare tali rotte tuttavia è necessario che gli aeromobili siano equipaggiati con sistemi di navigazione di precisione RNP4 e sistemi di comunicazione con il controllo del traffico aereo di tipo ADS-C e CPDLC.

## Autorizzazione all'attraversamento oceanico da parte del Controllo del Traffico aereo
Per poter usufruire di una rotta nord atlantica ogni volo ha necessità di ottenere da parte del rispettivo controllo del traffico aereo una particolare autorizzazione, denominata Oceanic ATC Clearance, nella quale sono specificati tre elementi basici per ottenere una separazione dall'altro traffico: la rotta, la velocità ed il livello di volo. Questa autorizzazione sebbene richiesta almeno 40 minuti prima di entrare nel NAT HLA, è applicabile soltanto da quel punto in poi. La comunicazione deve avvenire tramite datalink attraverso le comunicazioni CPDLC tra FL290 e FL410 e può avvenire in VHF, HF fuori da questa porzione di spazio aereo.

### Comunicazioni ATS
Le comunicazioni terra-bordo-terra sono condotte tra piloti e stazioni radio, i cui operatori non hanno un'effettiva autorità di controllo, ma svolgono una funzione di ponte radio con i rispettivi centri di controllo oceanici OAC, sia che queste avvengano attraverso HF, VHF che SATCOM.
Nel Nord America sono presenti sei stazioni radio, ognuna associata ad un OAC. Tuttavia non sempre queste stazioni sono localizzate negli stessi edifici dei centri di controllo, infatti Shanwick Radio è situata a Shannon in Irlanda, mentre la relativa OAC risiede a Prestwick, in Scozia. Oltre a queste sei principali, operano anche due altre stazioni radio in questa regione, Canarias Radio, che serve il Centro di controllo d'area delle Isole Canarie e Arctic Radio, che serve i centri di controllo canadesi di Edmonton, Winnipeg e Montréal.

### Tecnica del Numero di Mach
Gli Enti di controllo oceanici non possiedono, oltre ai riporti di posizione degli equipaggi, alcun dispositivo per assicurare la separazione longitudinale tra i vari aerei in sequenza, nel limite delle minime di separazione stabilite. La pratica ha dimostrato che due aerei a getto che percorrono la stessa rotta allo stesso livello di volo, mantengono una separazione temporale costante volando alla stessa velocità, espressa in numero di Mach, poiché entrambi sono soggetti normalmente alle stesse condizioni termiche e di vento in quota, con una variazione di velocità rispetto al suolo non significativa. Nella Oceanic ATC Clearance è specificato il numero di Mach assegnato, possibilmente lo stesso indicato dal Piano di volo, tuttavia il controllore può decidere di modificarlo se durante il sorvolo del punto di entrata nello spazio aereo oceanico non sia ravvisata una violazione alle condizioni di separazione minima per tutto l'attraversamento tra due aerei in sequenza sulla stessa rotta ed allo stesso livello di volo.

## Requisiti operativi
L'applicazione all'interno di questo spazio aereo di minime di separazione ridotte e l'eventualità di attraversare aree remote, richiede agli aeromobili equipaggiamenti di comunicazione e navigazione di precisione che rispettino le norme definite dell'ICAO e che siano stati approvati dallo Stato di registrazione del velivolo o dallo Stato dell'operatore aereo. Qualsiasi anomalia riscontrata sugli apparati ritenuti obbligatori preclude all'operatore di pianificare liberamente una rotta all'interno di questo settore. I sistemi ritenuti fondamentali sono:
- Almeno due sistemi di navigazione lungo raggio (LRNS):
  - Un Sistema di navigazione inerziale;
  - Un Sistema di navigazione globale satellitare (attualmente l'unico sistema approvato è il GPS) o
  - Un Sistema di navigazione che utilizza i segnali di uno o più sistemi di riferimento inerziale.
- Almeno due trasmettitori/ricevitori HF (alcuni Stati autorizzano i propri operatori a sostituire un apparato HF con un dispositivo di comunicazione satellitare -SATCOM);
- Per ottemperare ai requisiti RVSM inoltre è necessario:
  - Due sistemi altimetrici primari indipendenti;
  - Un sistema automatico di controllo dell'altitudine;
  - Un dispositivo di allerta della quota.